# مملكة كوكب القردة
مملكة كوكب القردة (بالإنجليزية: Kingdom of the Planet of the Apes)‏ هو فيلم أكشن خيال علمي أمريكي قادم من إخراج ويس بال وبطولة أوين تيج، فريا ألان وكيفن دوراند، من المقرر عرضه في الولايات المتحدة في 24 مايو 2024.

## روابط خارجية
- مملكة كوكب القردة على موقع IMDb (الإنجليزية)
- مملكة كوكب القردة على موقع ميتاكريتيك (الإنجليزية)
- مملكة كوكب القردة على موقع روتن توميتوز (الإنجليزية)
- مملكة كوكب القردة على موقع ألو سيني (الفرنسية)
- مملكة كوكب القردة على موقع أول موفي (الإنجليزية)
- مملكة كوكب القردة على موقع فيلمافينيتي (الإسبانية)
- مملكة كوكب القردة على موقع قاعدة بيانات الأفلام السويدية (السويدية)
- مملكة كوكب القردة على موقع قاعدة بيانات الفيلم (الإنجليزية)
- مملكة كوكب القردة على موقع ليتربوكسد (الإنجليزية)
- مملكة كوكب القردة على موقع كينوبويسك (الروسية)